# Sant'Antimo Vin Santo riserva
Il Sant'Antimo Vin Santo riserva è un vino DOC la cui produzione è consentita nella provincia di Siena.

## Caratteristiche organolettiche
- colore: da paglierino dorato fino all'ambrato intenso
- odore: etereo intenso caratteristico
- sapore: armonico vellutato, con più pronunciata rotondità per il tipo amabile

## Produzione
Provincia, stagione, volume in ettolitri
- nessun dato disponibile